# Championnat du monde d'échecs 1935

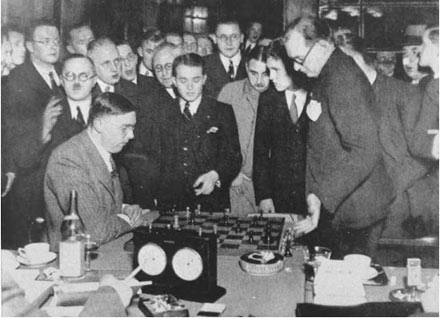
Euwe et Flohr analysent une partie du match Alekhine—Euwe de 1935.

Le Championnat du monde d'échecs 1935 a vu s'affronter le tenant du titre, le Français Alexandre Alekhine et le Néerlandais Max Euwe du 3 octobre au 16 décembre 1935 aux Pays-Bas. Euwe l'a emporté sur Alekhine et est devenu le cinquième champion du monde d'échecs.
Alekhine était secondé par Salo Landau ; Euwe par Géza Maróczy et plus officieusement par Salo Flohr. La direction du championnat était confiée à Hans Kmoch.

## Organisation
Les parties eurent lieu à :
- Amsterdam : nos 1-3, 6, 8-9, 12-13, 18, 20, 23, 25, 28-30
- La Haye : nos 4, 11, 22, 27,
- Delft : nos 5, 24
- Utrecht : no 7
- Gouda : no 10
- Groningue : no 14
- Baarn : no 15
- Bois-le-Duc : no 16
- Eindhoven : no 17
- Zeist : no 19
- Ermelo : no 21
- Zandvoort : no 26

## Résultats
Le vainqueur devait remporter six victoires et plus de 15 points au total.
|                    | 1 | 2 | 3 | 4 | 5 | 6 | 7 | 8 | 9 | 10 | 11 | 12 | 13 | 14 | 15 | 16 | 17 | 18 | 19 | 20 | 21 | 22 | 23 | 24 | 25 | 26 | 27 | 28 | 29 | 30 | Victoires | Points |
| ------------------ | - | - | - | - | - | - | - | - | - | -- | -- | -- | -- | -- | -- | -- | -- | -- | -- | -- | -- | -- | -- | -- | -- | -- | -- | -- | -- | -- | --------- | ------ |
| Alexandre Alekhine | 1 | 0 | 1 | 1 | ½ | ½ | 1 | 0 | 1 | 0  | ½  | 0  | ½  | 0  | ½  | 1  | ½  | ½  | 1  | 0  | 0  | ½  | ½  | ½  | 0  | 0  | 1  | ½  | ½  | ½  | 8         | 14½    |
| Max Euwe           | 0 | 1 | 0 | 0 | ½ | ½ | 0 | 1 | 0 | 1  | ½  | 1  | ½  | 1  | ½  | 0  | ½  | ½  | 0  | 1  | 1  | ½  | ½  | ½  | 1  | 1  | 0  | ½  | ½  | ½  | 9         | 15½    |

La défaite d'Alekhine est une surprise, certains auteurs l'attribuent à l'alcoolisme.
Alekhine reconquiert son titre deux ans plus tard.

## Partie remarquable
- La Perle de Zandvoort, la 26e partie.